# Districtes del Cantó de Neuchâtel

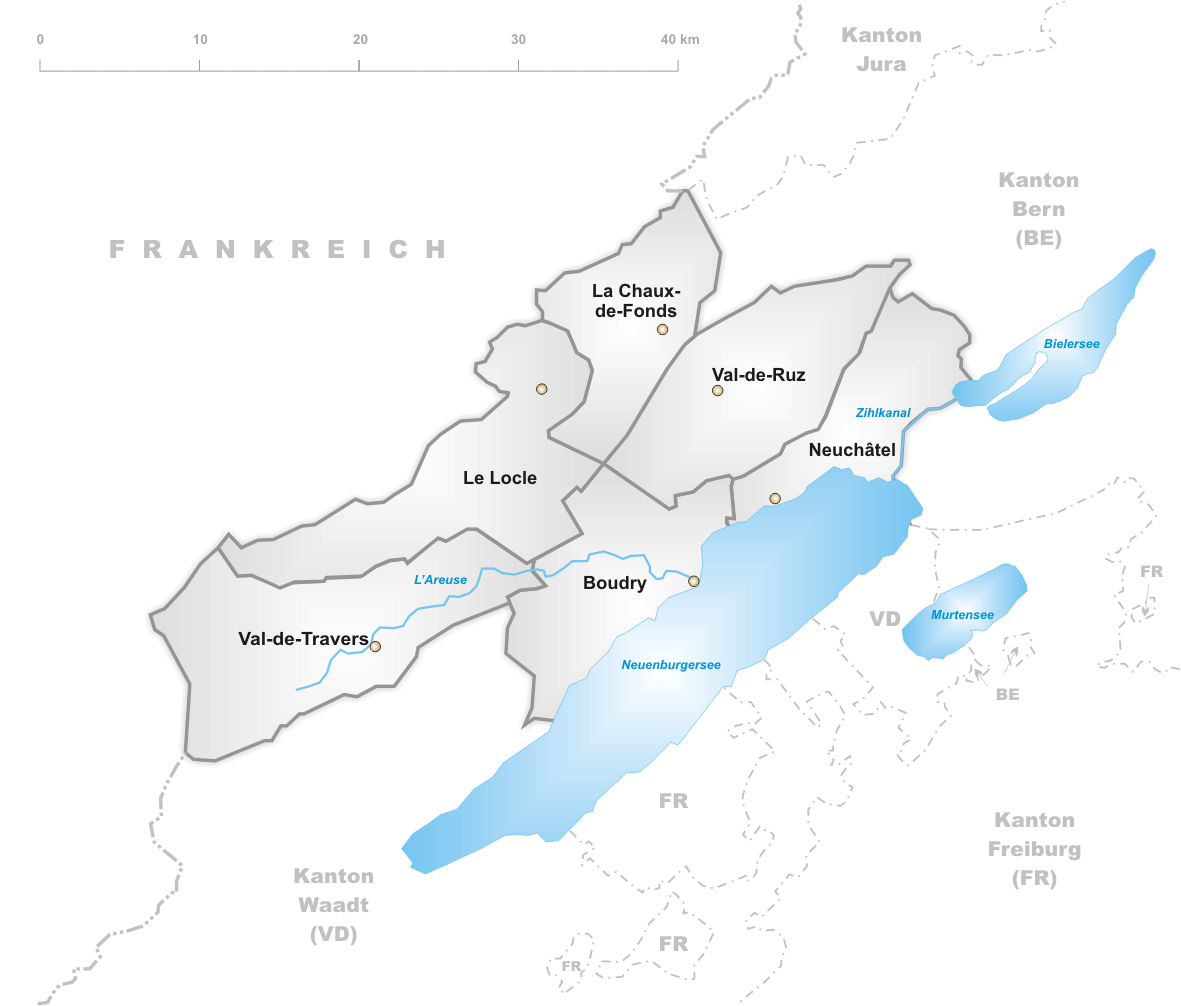
Districtes de Neuchâtel.

Els districtes del cantó de Neuchâtel (Suïssa) són 6, que agrupen els 62 municipis del cantó, i tots tenen el francès com a llengua oficial:
- Districte de Boudry
- Districte de La Chaux-de-Fonds
- Districte de Le Locle
- Districte de Neuchâtel
- Districte de Le Val-de-Ruz
- Districte de Le Val-de-Travers